# Inteligentnost in delo
Inteligentnost je ena izmed najbolj cenjenih lastnosti v sodobnem svetu. Poleg njene povezave z uspešnostjo na delovnem mestu, je povezana tudi z mnogimi drugimi prednostmi, kot so zaposlenost, ekonomska samozadostnost, izobrazbeni dosežki, vplivnost, stabilnost v zakonu . Obstaja več različnih teorij inteligentnosti (npr. Teorija raznoterih inteligentnosti, Cattell-Hornova teorija inteligentnosti, Triarhična teorija inteligentnosti…) pri čemer imamo najpogosteje v mislih tradicionalno pojmovanje inteligentnosti oz. kognitivno inteligentnost.
Inteligentnost je definirana kot sposobnost za prilagoditev na nove situacije in uspešno spopadanje z raznimi problemi v življenju. Na splošno zajema posameznikovo sposobnost učinkovitega mišljenja in reševanja problemov . Kognitivna inteligentnost ni natančno opredeljena, njeni konstrukti pa so slabo pojasnjeni. Zajema intelektualne sposobnosti kot so branje, analiziranje, pisanje in postavljanje prioritet. Gre za sposobnosti pri katerih niso potrebne socialne spretnosti. Njena osnova so hitrost, točnost in tudi učinkovitost predelovanja informacij. To je razvidno v sposobnostih abstraktnega mišljenja, sposobnostih za učenje, pridobivanje novih spoznanj, razumevanje in uvidevanje miselnih odnosov. Inteligentnost je torej pogoj za učenje. Vse navedene značilnosti so pomembne za posameznikovo učenje in uspešnost na delovnem mestu. Prav zaradi tega je bilo v preteklosti izvedenih veliko raziskav, ki so se ukvarjale z razvojem učinkovitih pripomočkov za merjenje inteligentnosti kandidatov za delovno mesto in z odnosom med stopnjo inteligentnosti in kasnejšo uspešnostjo na delovnem mestu. Znanje o kognitivni inteligentnosti je lahko koristno v moderni organizaciji za selekcijo kandidatov, oblikovanje usposabljanja na delu in urjenja v realnih situacijah.

## Inteligentnost in selekcija kandidatov za delovno mesto
Testi kognitivnih sposobnosti so v psihologiji dela in organizacije uporabljeni za namene selekcije, klasifikacije in razvoja ali svetovanja zaposlenim . Pri selekciji je njihov namen razlikovati med tistimi, ki so bolj sposobni za učenje in opravljanje delovnega mesta. Namen klasifikacije je uresničiti organizacijske cilje preko razporejanja posameznikov na različna delovna mesta. Delamo lahko na tem, da dvignemo splošno produktivnost na različnih delovnih mestih, dodelimo kandidata na ustrezno delovno mesto glede na njegove sposobnosti in določimo dovolj kompetentne posameznike za opravljanje delovnega mesta. S testi sposobnosti pa si lahko pomagamo tudi pri svetovanju zaposlenim o njihovem nadaljnjem razvoju kariere.
Mere, ki so pomembne za namene v vezi z opravljanjem delovnega mesta so se najpogosteje osredotočale na znanje, sposobnosti in zahteve za opravljanje delovnega mesta, ne pa na specifične teorije inteligentnosti. Nekateri izmed razvitih testov so bili uporabljeni bolj pogosto kot drugi. Npr. General aptitude test battery  in the Armed Services Vocational Aptitude Battery . Oba zajemata teme, ki se najpogosteje pojavljajo v kognitivnih testih; uporaba jezika, matematično sklepanje, deduktivno in induktivno sklepanje . V konkretnem poklicnem okolju pa so pogosto dodane še naloge, ki testirajo sposobnosti, ki so bolj specifične za konkretno delovno mesto.

### Veljavnost inteligentnosti kot selekcijske mere
Dolgoletne raziskave iz področja veljavnosti selekcijskih metod so pokazale, da je za zaposlovanje ljudi brez izkušenj na delovnem mestu, najbolj veljaven napovednik uspešnosti splošna mentalna sposobnost  . To lahko izmerimo z uporabo komercialno dostopnih testov. Testiranje splošne mentalne sposobnosti nudi najbolj veljavne rezultate ob najnižjih stroških uporabe in je tako najboljši prediktor za uspešno pridobivanje znanja na delovnem mestu. Teoretična podlaga za uporabo splošne inteligentnosti je bolj trdna in razvita kot za katero koli drugo kadrovsko mero.
Metaanalitična študija U.S. Departement of labor , je pokazala, visoko veljavnost splošne mentalne sposobnosti, kot napovednika za uspešnost na delovnem mestu. Pri tem je bila najvišja napovedna veljavnost za profesionalne oz. manegerske pozicije, nato za kompleksna tehnična delovna mesta, srednje zahtevna delovna mesta, lažja delovna mesta  in na koncu za delovna mesta, ki ne zahtevajo kvalificirane delovne sile. Glavni razlog, da imajo bolj inteligentni posamezniki višji uspeh na delovnem mestu je, da znanje povezano z delovnim mestom usvajajo hitreje, poleg tega pa ga usvojijo v večjih količinah. Ravno znanje o tem kako je potrebno opravljati delovno mesto pa jim omogoča višji uspeh .
Ko govorimo o testiranju kognitivnih sposobnosti v kontekstu delovnega mesta je pogosta tema tudi koliko k napovedovanju uspešnosti na delovnem mestu poleg splošnih mentalnih sposobnosti pripomorejo specifične sposobnosti in ali je pomembno obteževanje posameznih dosežkov. Splošna ugotovitev je bila, da diferencialno testiranje le malo pripomore k napovedovanju uspešnosti treniranja za delovno mesto ali same uspešnosti na delovno mesto oz. ta napovedna vrednost nima nobene praktične vrednosti  .

## Inteligentnost in uspeh na delovnem mestu
Napovedovanje uspešnosti je postalo praksa med prvo svetovno vojno z Binetovim testom inteligentnosti. V naslednjih letih, pa je nastalo mnogo novih teorij in testov inteligentnosti, ki so jih uporabljali v selekcijske namene. Uspešnost na delovnem mestu lahko razdelimo na več vidikov. Eden izmed njih je posedovanje sposobnosti, znanja in tehnik, ki so potrebne za opravljanje delovnega mesta. Pomembno je, da znamo pridobiti nova znanja in urimo svoje sposobnosti za nove pozicije in napredovanje. Drug vidik pa zajema uporabo teh sposobnosti, znanja in tehnik za doseganje organizacijskih ciljev. V primeru, ko napovedujemo uspešnost na podlagi inteligentnosti, so lastnosti kot so posameznikova motivacija, fizična moč, osebnost in druge neintelektualne komponente izključene . Pri napovedovanju uspešnosti lahko napovedujemo uspeh urjenja za delovno mesto ali pa samo uspešnost na delovnem mestu. Sposobnost napovedovanja uspešnosti na delovnem mestu je bila precej manj raziskana kot uspešnost urjenja. Razlog za to je, da je iskanje ustreznih kriterijskih mer za ocenjevanje uspešnosti neposredno na delovnem mestu težko, zamudno in drago.
Splošna mentalna sposobnost ima torej pomembno vlogo pri določanju razlik v uspehu posameznikov na delovnem mestu. Kljub temu, pa ta izjava pogosto velja za sporno. Pogosto je prepričanje, da izjava ne more biti resnična, čeprav je bila potrjena z mnogimi empiričnimi raziskavami. Hunter in Schmidt sta tako ugotovila, da je inteligentnost najboljši napovednik delovne uspešnosti, pri čemer lahko z inteligentnostjo pojasnimo 25 % variabilnosti na delovni uspešnosti . Za drugačno laično mnenje obstajata dva glavna razloga. Kot prvo, veliko ljudi podcenjuje dejanske razlike v uspehu. Torej podcenjujejo pomembnost uspeha na delovnem mestu in evalvacijo delavcev. Kot drugo pa zamenjujejo dve različni dimenziji evalvacije osebja – produktivnost in socialno obnašanje. Supervizorji se pri ocenjevanju delavcev močno zanašajo tudi na druge faktorje, ne samo na njihovo produktivnost, pri čemer je še posebno velika pozornost namenjena vedenju . Pogosto se tudi premalo zavedamo pomembnosti dobre kadrovske selekcije. Raziskave kažejo, da obstajajo velike individualne razlike v produktivnosti med delavci, ki imajo nizke sposobnost in tistimi z višjimi sposobnostmi. Dobra izbira kadra povzroči veliko razliko v povprečni produktivnosti izbranih delavcev. Razlike med dobro in slabo selekcijo pa so dovolj velike, da imajo vpliv na funkcioniranje in učinkovitost celotne organizacije .

### Pomen izkušenj pri napovedovanju uspešnosti
Med ljudmi je pogosto tudi implicitno prepričanje, da je uspešnost popolnoma odvisna od posameznikovih izkušenj. Veliko sindikatov je zagovarjalo idejo, da bi se o nagrajevanju in zadrževanju delovnega mesta odločalo na podlagi delovne dobe. Ta predpostavka sicer ni popolnoma napačna, saj ima učenje veliko vlogo v določanju uspešnosti. Izkušnje pa so kot nekakšen posrednik za učenje, zato so imeli posamezniki z več izkušnjami tudi več priložnosti za učenje, posledično pa dosežejo višjo stopnjo uspešnosti. Zato vidik izkušenj ni nezanemarljiv pri zaposlovanju, vendar je pri tem pomembno, da upoštevamo tudi individualne razlike v učenju. Če imamo delavca, ki se uči dvakrat bolje kot drugi delavec, bo potreboval veliko manj delavne dobe oz. manj izkušenj za dosego enake stopnje uspešnosti .

### Inteligentnost ni edini napovednik delovne uspešnosti
Kljub temu, da je inteligentnost pomemben napovednik delovne uspešnosti, pa je ne smemo označiti kot edinega in najpomembnejšega, kot so to pogosto delali v preteklosti. Nikakor ne smemo zanemariti drugih možnih prediktorjev. Tako je Jencks že leta 1979  odkril, da je najboljši napovednik za doseganje kariernih uspehov in uglednih pozicij ni inteligentnost, ampak družinska prednost. Kljub temu sta kasneje Ree in Earles zagovarjala rezultate svoje študije, ki so kazali da je inteligentnost tista, ki je najpomembnejša pri napovedovanju uspehov. Pri tem pa sta, tako kot mnogi drugi raziskovalci, pri preiskovanju korelacij zanemarila spremenljivke kot so spol, rasa, izobrazba, socialni status in druge nekognitivne sposobnosti. Že samo dejstvo da je nekdo bel, moški, izobražen in iz uglednega ozadja, je dovolj za boljšo oceno pri uspešnosti na delovnem mestu, še posebej, če jih ocenjujejo njihovi supervizorji.  Če bi v raziskave vključili tudi katero izmed izpuščenih spremenljivk, bi lahko videli, da mogoče katera izmed njih napoveduje uspešnost bolje kot inteligentnost. Poleg tega korelacija še ne pomeni vzročnosti – tako inteligentnost, kot uspešnost na delovnem mestu sta lahko funkciji tretje spremenljivke, kot je npr. izobrazba. Neintelektualne lastnosti, kot je npr. motivacija ali socialne sposobnosti so tudi lahko boljši napovednik uspešnosti, kot kognitivne sposobnosti .

## Vpliv inteligentnosti na zadovoljstvo z delovnim mestom
Večina raziskav, ki se ukvarja z zadovoljstvom na delovnem mestu, poudarja predvsem situacijske in motivacijske spremenljivke, kot najpomembnejše determinante zadovoljstva. Malo pa je bilo takih, ki so se ukvarjale z vlogo, ki jo ima inteligentnost pri zadovoljstvu na delovnem mestu. Med tistimi, ki so bile izvedene se kaže tendenca po negativni korelaciji med zadovoljstvom in inteligentnostjo. Tako je npr. Meulmann  odkril negativno korelacijo med inteligentnostjo in zadovoljstvom mladih s prvo zaposlitvijo po šoli. Prav tako sta negativno povezavo našla Barrett in Forbes . Več je bilo raziskav, ki so povezavo med inteligentnostjo in zadovoljstvom z delovnim mestom iskale indirektno, vendar je niso odkrile .
Kasneje je Ganzach   predlagal kavzalni model odnosa med inteligentnostjo, kompleksnostjo delovnega mesta in zadovoljstvom. V njem je inteligentnost povezana z zadovoljstvom preko kompleksnosti delovnega mesta.                                                          Vpliv inteligentnosti na zadovoljstvo je lahko povezan s kompleksnostjo delovnega mesta, ki jo posameznik ima in kompleksnostjo delovnega mesta, ki si jo posameznik želi imeti. Ker se delovna mesta razlikujejo v stopnji kompleksnosti, ki jo zahtevajo, je inteligentnost pozitivno povezana z dejansko kompleksnostjo delovnega mesta . V ozadju tega bi lahko bil proces gravitacije – ljudi torej privlačijo delovna mesta, ki so v skladu z njihovimi sposobnostmi. Cilje si namreč postavljamo v skladu z našimi sposobnostmi – višje kot so sposobnosti, višji so naši cilji .. Inteligentnost lahko vpliva na zadovoljstvo z delovnim mestom preko dveh nasprotujočih si procesov. Prvi je povezan s tendenco inteligentnih ljudi po iskanju kompleksnih zaposlitev, posledično pa so bolj zadovoljni s svojim delovnim mestom. Drugi pa je povezan z željo inteligentnih ljudi po bolj kompleksnem delu, ker pa je večina delovnih mest premalo kompleksnih, so posledično manj zadovoljni. Ta proces ima direkten negativen vpliv inteligentnosti na zadovoljstvo z delom .

## Inteligentnost in vodenje
Pregled literature o lastnosti učinkovitih vodij kaže, da se inteligentnost vztrajno pojavlja kot ena izmed najpomembnejših lastnosti . Povezava med inteligentnostjo in uspešnim vodenjem se nam pogosto zdi povsem samoumevna, saj prototip uspešnega vodje zajema mnogo značilnosti, za katere je pomembna tudi inteligentnost. Vendar je metaanaliza Judga, Colberta in Iliesa  pokazala samo zmerne korelacije med inteligentnostjo in vodenjem. Torej kljub zelo veliki vlogi inteligentnosti na različnih področjih psihologije, pa se le ta pri vodenju ni izkazala za preveč pomembno, po drugi strani pa njena vloga ni povsem zanemarljiva. Raziskava Boyatzis, Good in Massa  je pokazala, da splošna inteligentnost nima nobene napovedne vrednosti pri napovedovanju učinkovitosti vodenja. To se razhaja z rezultati drugi študij in metaanaliz, ki vztrajno kažejo na vsaj zmerno povezanost med njima.